# Pyrostria revoluta
Pyrostria revoluta är en måreväxtart som först beskrevs av Isaac Bayley Balfour, och fick sitt nu gällande namn av Razafim., Lantz och Birgitta Bremer. Pyrostria revoluta ingår i släktet Pyrostria och familjen måreväxter.
Artens utbredningsområde är Rodrigues. Inga underarter finns listade i Catalogue of Life.